# White Oak (Pensilvania)
White Oak es un borough ubicado en el condado de Allegheny en el estado estadounidense de Pensilvania. En el año 2000 tenía una población de 8.437 habitantes y una densidad poblacional de 486.2 personas por km².

## Geografía
White Oak se encuentra ubicado en las coordenadas 40°20′42″N 79°48′48″O / 40.34500, -79.81333.

## Demografía
Según la Oficina del Censo en 2000 los ingresos medios por hogar en la localidad eran de $38,046 y los ingresos medios por familia eran $47,019. Los hombres tenían unos ingresos medios de $37,761 frente a los $27,378 para las mujeres. La renta per cápita para la localidad era de $20,775. Alrededor del 5.3% de la población estaba por debajo del umbral de pobreza.